# Hawthorne (Metro de Los Ángeles)
Hawthorne es una estación en la línea C del Metro de Los Ángeles y es administrada por la Autoridad de Transporte Metropolitano del Condado de Los Ángeles. La estación se encuentra localizada en la Calle Acacia en Inglewood, California.

## Conexiones de autobuses
- Metro Local: 40, 126, 212, 312
- Metro Express: 442
- Metro Rapid: 740